# 프톨레마이오스 13세 테오스 필로파테르
프톨레마이오스 13세 테오스 필로파테르(그리스어: Πτολεμαίος Θεός Φιλοπάτωρ, 기원전 62년경 – 기원전 47년)는 기원전 51년부터 이집트를 지배한 파라오로서 프톨레마이오스 왕조의 마지막 왕들 중 하나이다. 자신의 누나인 클레오파트라 7세와 권력을 놓고 왕위쟁탈전을 벌였다. 별칭인 테오스 필로파토르는 "아버지를 사랑한 신"이라는 뜻이다.
프톨레마이오스 13세는 이집트의 파라오 프톨레마이오스 12세 아우레테스의 아들로 아직 소년이었던 기원전 51년 봄 아버지의 뒤를 이었는데 누나인 클레오파트라 7세와 결혼함으로써 공동통치자가 되었고 포티우스가 섭정의 역할을 맡았다. 기원전 48년 섭정 포티우스와 프톨레마이오스는 클레오파트라가 단독 여왕의 자리를 노리자 그녀를 하야시키고 이집트에서 추방하였다.
마침 동맹국인 로마에서 내전이 일어나 폼페이우스가 카이사르에게 파르살루스 전투에서 패하고 프톨레마이오스에게 몸을 의탁하자 처음에는 이를 받아들이겠다고 하였다. 그러나 기원전 48년 9월 28일 폼페이우스가 알렉산드리아에 도착하자 9월 29일 프톨레마이오스의 부하들은 그를 죽여버렸고 10월 4일 알렉산드리아에 소수의 병력으로 폼페이우스를 추격해온 카이사르에게 폼페이우스의 목을 바쳤다. 이는 카이사르의 승리를 보고 그의 환심을 사기위하여 폼페이우스를 살해한 것이었으나 카이사르는 오히려 화를 내고 울면서 폼페이우스를 성대히 로마식으로 장례를 치러 주었다. 그 사이 클레오파트라는 이집트로 몰래 돌아와 카이사르의 환심을 사는 데 성공했다.
카이사르는 곧바로 프톨레마이오스와 클레오파트라사이를 중재하여 다시 공동통치를 하도록 결정했으나 프톨레마이오스는 이에 반발하였다. 프톨레마이오스는 자신을 보필하던 아킬라스와 포티우스의 사주를 받고 수적으로 열세인 카이사르 군을 공격했다. 카이사르는 구원병을 요청하고 알렉산드리아에서 공방전을 펼쳤고 이듬해인 기원전 47년 구원병이 도착하자 나일강의 델타지역에서 프톨레마이오스군을 무찔렀다. 이때 패주하는 군대의 혼란 속에 프톨레마이오스도 나일강에서 익사하고 말았다.